# В городском саду
«В городском саду» — популярная песня композитора Матвея Блантера на стихи Алексея Фатьянова, созданная в 1947 году. Также встречаются названия «В городском саду играет» и «В городском саду играет духовой оркестр». В конце 1940-х годов также исполнялась альтернативная версия песни со словами Евгения Долматовского, которая была известна под названиями «Встреча» и «Ты жизнь моя!».

## История
В городском саду играет

Духовой оркестр.

На скамейке, где сидишь ты,

Нет свободных мест.

Оттого, что пахнут липы

И река блестит,

Мне от глаз твоих красивых

Взор не отвести.

Прошёл чуть не полмира я —

С такой, как ты, не встретился

И думать не додумался,

Что встречу я тебя.
Песня «В городском саду» была написана композитором Матвеем Блантером на слова поэта Алексея Фатьянова в 1947 году.
По воспоминаниям Блантера, песня была создана очень быстро. В один из осенних дней 1947 года его навестил Фатьянов, который показал ему стихотворение, начинавшееся со слов «В городском саду играет духовой оркестр». Они стали работать, и «уже к обеду» их первая песня — «В городском саду» — была готова. По словам Блантера, сотрудничать с Фатьяновым было легко — поэт «работал упорно, всё подыскивал какое-либо слово, нужное, единственное». Через много лет после создания песни, в 1975 году, композитор рассказывал: «Эта песенка о встрече молодого человека с девушкой в городском саду мне до сих пор мила. В моих авторских концертах, к моему удовольствию, она звучит до сих пор».
Одними из первых исполнителей песни «В городском саду» были певцы Георгий Виноградов, Владимир Нечаев, Юрий Хочинский и Леонид Кострица. В 1948 году текст песни вместе с нотами был включён в авторский сборник Алексея Фатьянова из серии «Песни советских поэтов», выпущенный Государственным музыкальным издательством (Музгиз).

## Анализ и отзывы
Исследовательница творчества Фатьянова Татьяна Малышева отмечала, что написанная в форме вальса песня «В городском саду» — «сама нежность», она не устарела, «волнует влюблённых», «простые слова её быстро доходят до сердца, трогают душу, будят воображение». В песне, при создании которой Фатьянов «следовал лучшим классическим образцам», рассказывается о том, что дорого каждому человеку — «городской парк в родном краю, любимая, встречи с которой всегда желанны и радостны».
Филолог Анатолий Кулагин полагал, что сюжет песни «В городском саду» (в частности, слова «на скамейке, где сидишь ты, нет свободных мест») мог оказать влияние на Булата Окуджаву при создании его стихотворения «На Тверском бульваре» (1956), в котором были следующие слова: «…но не было, чтоб места не хватило / на той скамье зелёной, / на перенаселённой, / как будто коммунальная квартира». По словам Кулагина, в отличие от ситуации, описанной в песне «В городском саду», поэтическая диалектика окуджавского образа не могла допустить того, чтобы не оказалось свободных мест — «есть, обязательно есть, только не понимать всё слишком буквально», у Окуджавы «скамейка одновременно и конкретна, узнаваема (та, на Тверском), и условна, ибо вмещает всех и каждого».
Писательница Татьяна Дашкевич, автор биографии Фатьянова, писала, что музыка песни «В городском саду» напоминала «ностальгические аккорды довоенного вальса». По её словам, строки и такты песни — «Прошёл чуть не полмира я — с такой, как ты, не встретился» — были чарующими, в них «кружились пары, головы, листья на осенних тротуарах».

## Исполнители
За свою историю песня «В городском саду» входила в репертуар многих известных певцов и певиц, таких как Георгий Виноградов, Владимир Нечаев, Юрий Хочинский, Леонид Кострица, Геннадий Белов, Алексей Покровский, Владимир Трошин, Людмила Гурченко, Иосиф Кобзон, Алибек Днишев, Олег Погудин, Валерия и другие.